# إيسلايدا
بلدية إيسلايدا (بالإسبانية: Eslida)‏، هي إحدى بلديات مقاطعة كاستيلون التي تقع في منطقة بلنسية، في شرق إسبانيا.
يبلغ عدد سكانها 863 نسمة وفقاً لإحصائية سنة (2006).